# Episodi di Doc (prima stagione)
La prima stagione della serie televisiva Doc è stata trasmessa in prima visione negli Stati Uniti d'America da PAX Television nel 2001. In Italia è stata trasmessa su Rete 4.
| nº | Titolo originale                          | Titolo italiano           | Prima TV USA | Prima TV Italia |
| -- | ----------------------------------------- | ------------------------- | ------------ | --------------- |
| 1  | Pilot (1)                                 | Un medico a New York (1)  | 2001         |                 |
| 2  | Pilot (2)                                 | Un medico a New York (2)  |              |                 |
| 3  | Family Matters                            | Una famiglia particolare  |              |                 |
| 4  | All in a Day's Work                       | Tutto in un giorno        |              |                 |
| 5  | You Gotta Have Heart                      | Il ballo del cuore        |              |                 |
| 6  | The Ride                                  | Per le strade di New York |              |                 |
| 7  | Captain Supremo: Have Tights, Will Travel | Dottore in stressologia   |              |                 |
| 8  | The Art of Medicine                       | Il finalista              |              |                 |
| 9  | You Say Goodbye, I Say Hello              | Il dilemma di Nancy       |              |                 |
| 10 | Love or Money                             | I sogni non muoiono       |              |                 |
| 11 | Face in the Mirror                        | Il volto allo specchio    |              |                 |